# Malalbergo
Malalbergo est une commune italienne de la ville métropolitaine de Bologne, dans la région Émilie-Romagne.

## Administration
| Période                                  | Période | Identité | Étiquette | Qualité |
| ---------------------------------------- | ------- | -------- | --------- | ------- |
|                                          |         |          |           |         |
| Les données manquantes sont à compléter. |         |          |           |         |

### Hameaux
Altedo, Ponticelli, Pegola, Casoni

### Communes limitrophes
Baricella, Bentivoglio, Galliera, Minerbio, Poggio Renatico, San Pietro in Casale